# Estasí
Estasí (en grec antic: Στασῖνος, llatí: Stasinus) fou un poeta èpic de l'antiga Grècia originari de Xipre i de naturalesa semi-llegendària.
A l'antiguitat, es deia que era l'autor dels Cants Cipris, un dels poemes que formava part del cicle troià, el qual que narrava la Guerra de Troia i que podria datar del segle viii. Segons Foci, Ateneu de Nàucratis considerava l'autor d'aquesta obra Hegèsies de Salamina, i també diu que havia estat atribuïda al mateix Homer, que l'hauria escrit amb motiu del casament de la seva filla amb Estasí. Demodamant d'Halicarnàs va atribuir l'obra a un nadiu d'Halicarnàs.
El poema pressuposava un coneixement de la Ilíada, i relatava el que havia passat abans del que descriu el poema homèric. Contenia un relat del Judici de Paris, el rapte d'Hèlena, l'abandonament de Filoctetes a l'illa de Lemnos, l'arribada dels aqueus a les costes de Troia, i la primera batalla davant de la ciutat. És possible que el Catàleg dels troians que es troba al segon llibre de la Ilíada situat a continuació del Catàleg de les naus, fos una còpia o un extracte dels Cants Cipris, que se sap que contenia una llista de troians. El contingut de l'obra és conegut gràcies a la Crestomatia de Procle, resumida per Foci en la seva Biblioteca. Plató, al seu diàleg Eutífron, posa cites de les obres d'Estasí en boca de Sòcrates.